# Thekla's leeuwerik
Thekla's leeuwerik (Galerida theklae) is een zangvogel uit de familie van leeuweriken (Alaudidae).
De vogel werd in 1858 door Alfred Edmund Brehm beschreven en vernoemd naar zijn vroeg gestorven zuster Thekla Brehm.

## Kenmerken

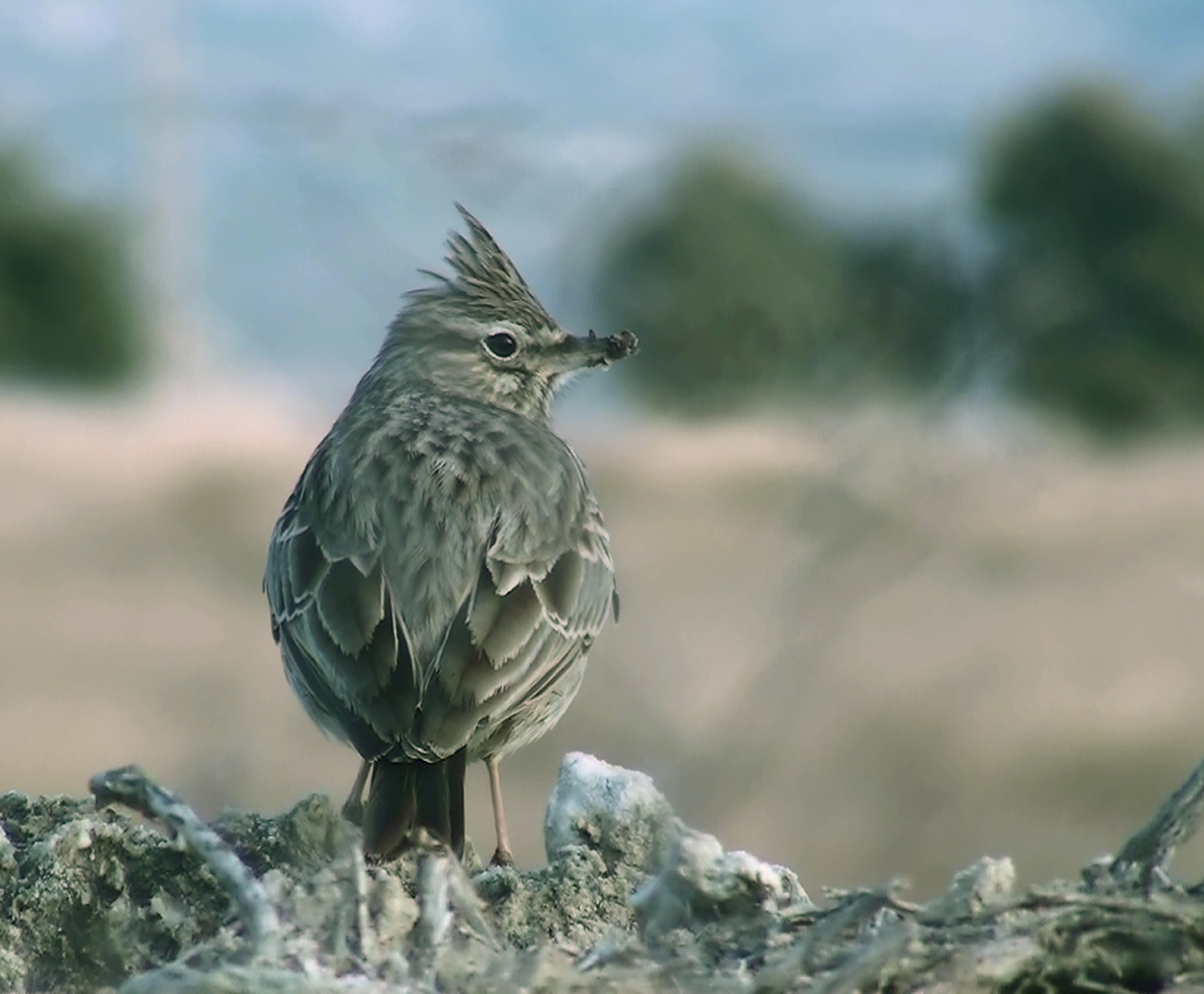
Thekla's leeuwerik (G. t. theklae) in NO-Spanje

De vogel is 15 tot 17 cm lang, iets kleiner dan de kuifleeuwerik waar de vogel sterk op lijkt. In Spanje en Noord-Afrika overlappen de verspreidingsgebieden van beide soorten. De snavel is korter en stomper. Een gedetailleerde observatie laat zien dat de kuif minder puntig maar wilder zit. De borst heeft overwegend iets dichtere en duidelijkere strepen. Thekla’s leeuwerik maakt een wat grijzere indruk. Probleem bij het determineren is ook dat op verschillende plaatsen in het overlapgebied, verschillende ondersoorten van de zowel de kuifleeuwerik als Thekla's leeuwerik voorkomen, waardoor soortonderscheidende kenmerken ook weer plaatselijk verschillen.

## Verspreiding en leefgebied
Deze vogel komt voor in zuidwestelijk Europa en in noordelijk en oostelijk Afrika. Er zijn 12 ondersoorten:
- G. t. theklae (Portugal, Spanje, Balearen en Zuid-Frankrijk)
- G. t. erlangeri (N-Marokko)
- G. t. ruficolor (kuststreken van NO-Marokko, N-Algerije en N-Tunesië)
- G. t. theresae (ZW-Marokko en Mauritanië)
- G. t. superflua (O-Morocco, N-Algerije en O-Tunisië)
- G. t. carolinae (O-Morocco tot in het noorden van de Sahara tot aan NW-Egypte)
- G. t. harrarensis (O-Ethiopië)
- G. t. huei (Midden-Ethiopië)
- G. t. praetermissa (Z-Eritrea tot Midden-Ethiopië)
- G. t. ellioti (N en Midden-Somalië)
- G. t. mallablensis (Z-Somalië)
- G. t. huriensis (Z-Ethiopië en N-Kenia)

Het leefgebied van Thekla’s leeuwerik is vooral droge bergachtige gebieden met een rotsige, in plaats van zandige bodem en een natuurlijke lage vegetatie, mits afgewisseld door kale, rotsige bodem. De kuifleeuwerik zit eerder in gebieden met zandige bodems en in de buurt van cultuurlandschap en verstedelijkt gebied (industrieterreinen, havencomplexen, nieuwbouwwijken). Thekla’s leeuwerik wordt echter ook aangetroffen in olijfgaarden en tussen kurkeiken.

## Status
Thekla’s leeuwerik heeft een groot verspreidingsgebied en daardoor is de kans op de status kwetsbaar (voor uitsterven) gering. De grootte van de populatie werd in 2021 geschat op 23 tot 38 miljoen volwassen individuen en de vogel gaat in aantal vooruit. Om deze redenen staat deze leeuwerik als niet bedreigd op de Rode Lijst van de IUCN.